# Liste der Mitglieder des Provinziallandtags der Rheinprovinz (12. Sitzungsperiode)
Diese Liste nennt die Mitglieder des 12. Provinziallandtages der Rheinprovinz 1856.

## Hintergrund
Der Provinziallandtag der Rheinprovinz bestand aus 75 Mitglieder, die sich in vier Kurien aufteilten. Die erste Kurie bestand aus vier Standesherren, die über Virilstimmen verfügten. Die Standesherren konnten sich vertreten lassen. Die zweite Kurie bestand aus den Vertretern der Ritterschaft, diese wurden in zwei Wahlkreisen (Regierungsbezirke Koblenz/Trier/Köln und Regierungsbezirke Aachen/Düsseldorf) gewählt. Die dritte Kurie bildeten die Vertreter der Städte. Diese wurden in indirekter Wahl bestimmt. Die vierte Kurie bildeten die Landgemeinden. Diese wählten die Vertreter in doppelt indirekter Wahl: Die Urwähler wählten Wahlmänner, diese dann Bezirkswähler. Wahlkreise waren die Landkreise. Für die Abgeordneten wurden jeweils auch Stellvertreter gewählt.
Der Provinziallandtag der Rheinprovinz trat in seiner 12. Sitzungsperiode vom 5. Oktober 1856 bis zum 27. Oktober 1856 zusammen. Der Landtagsabschied datiert vom 28. November 1858.

## Liste der Abgeordneten
| Kurie                                | Wahlkreis | Abgeordneter                                             | Anmerkung                                                             |
| ------------------------------------ | --- | -------------------------------------------------------- | --------------------------------------------------------------------- |
| Stand der Fürsten, Grafen und Herren | | Fürst Hermann zu Wied                                    | Neuwied, vertreten durch Prinz Carl zu Wied                           |
| Stand der Fürsten, Grafen und Herren | | Fürst Ferdinand zu Solms-Braunfels                       | Braunfels, vertreten durch Landrat Hermann Joseph Simons zu Vogelsang |
| Ritterschaft                         | Koblenz/Trier/Köln | Freiherr Clemens August Waldbott von Bassenheim-Bornheim | Provinzial-Feuer-Societätsdirektor, Koblenz, Landtagsmarschall        |
| Ritterschaft                         | Aachen/Düsseldorf | Freiherr Friedrich von Bourscheidt                       | Haus Rath                                                             |
| Ritterschaft                         | Koblenz/Trier/Köln | Freiherr Gerhard von Carnap-Bornheim                     | Bornheim, Vize-Landtagsmarschall                                      |
| Ritterschaft                         | Aachen/Düsseldorf | Freiherr Franz von Eynatten                              | Düsseldorf, als Stellvertreter                                        |
| Ritterschaft                         | Koblenz/Trier/Köln | Freiherr Franz Adolph Josef von Fürstenberg              | Lörsfeld, als Stellvertreter                                          |
| Ritterschaft                         | Aachen/Düsseldorf | Graf Arthur von Goltstein                                | Schloss Breill                                                        |
| Ritterschaft                         | Koblenz/Trier/Köln | Wilhelm von Haw                                          | Landrat a. D., Trier                                                  |
| Ritterschaft                         | Aachen/Düsseldorf | Franz von Heister                                        | Düsseldorf, als Stellvertreter                                        |
| Ritterschaft                         | Koblenz/Trier/Köln | Graf Franz Egon von Hoensbroech                          | Erbmarschall und königlich preußischer Kammerherr auf Schloss Haag    |
| Ritterschaft                         | Aachen/Düsseldorf | Graf Karl von Hoensbroech-Türnich                        | Thürnich                                                              |
| Ritterschaft                         | Aachen/Düsseldorf | Franz Andreas Josten                                     | Rittergutsbesitzer aus Neuß                                           |
| Ritterschaft                         | Aachen/Düsseldorf | Franz Werner von Leykam                                  | Elsum, Kreis Heilsberg                                                |
| Ritterschaft                         | | Freiherr Gustav von der Leyen-Blömersheim                | Krefeld                                                               |
| Ritterschaft                         | Koblenz/Trier/Köln | Carl Friedrich von Müller                                | Burg Metternich                                                       |
| Ritterschaft                         | Koblenz/Trier/Köln | Graf Maximilian von Nesselrode-Ehreshoven                | Ehreshoven                                                            |
| Ritterschaft                         | Aachen/Düsseldorf | Freiherr Karl Ludwig Adolf von Plettenberg               | Mehrum bei Duisburg                                                   |
| Ritterschaft                         | Aachen/Düsseldorf | Freiherr Ludwig Maximilian von Rigal-Grunland            | Godesberg                                                             |
| Ritterschaft                         | Aachen/Düsseldorf | Freiherr Friedrich von der Heyden-Rynsch                 | Haus Winkel, als Stellvertreter                                       |
| Ritterschaft                         | Koblenz/Trier/Köln | Freiherr Anton von Salis-Soglio                          | Gemünden                                                              |
| Ritterschaft                         | Aachen/Düsseldorf | Graf Rudolf von Schaesberg                               | Krickelbeck                                                           |
| Ritterschaft                         | Aachen/Düsseldorf | Graf Julius von Schaesberg                               | Tannheim                                                              |
| Ritterschaft                         | Koblenz/Trier/Köln | Anton Franz Hermann von Solemacher-Antweiler             | Koblenz                                                               |
| Ritterschaft                         | Koblenz/Trier/Köln | Freiherr Edmund Spieß von Büllesheim                     | Haus Hull                                                             |
| Ritterschaft                         | Koblenz/Trier/Köln | Graf Cajus zu Stolberg-Stolberg                          | Gimborn                                                               |
| Ritterschaft                         | Koblenz/Trier/Köln | Freiherr Max Felix von Wolff-Metternicht                 | Gymnich, als Stellvertreter                                           |
| Städte                               | Ehrenbreitstein, Vallendar, Bendorf, Neuwied, Linz, Wetzlar, Braunfels                                                                 | Gustav Adolph van der Beek                               | Bürgermeister, Neuwied                                                |
| Städte                               | Deutz, Mülheim am Rhein, Gladbach, Gummersbach, Wipperfürth, Siegburg, Königswinter, Neustadt                                          | Christian Brückmann                                      | Kaufmann, Mülheim am Rhein                                            |
| Städte                               | Kreuznach, Kirn, Sobernheim, St. Goar, Boppard, Oberwinter, Bacharach, Stromberg                                                       | Eduard Ebertz                                            | Rechtskonsulent, Kreuznach                                            |
| Städte                               | Barmen | Wilhelm von Eynern                                       | Kaufmann, Barmen                                                      |
| Städte                               | Duisburg, Mülheim an der Ruhr, Essen, Kettwig, Werden, Ruhrort, Dinslaken, Emmerich, Rees, Isselburg                                   | Wilhelm Goslich                                          | Kaufmann, Mülheim an der Ruhr                                         |
| Städte                               | Elberfeld | Carl von der Heydt                                       | Bankier, Elberfeld                                                    |
| Städte                               | Regierungsbezirk Trier | Dr. Jakob Hewer                                          | Saarburg                                                              |
| Städte                               | Koblenz | Jacob Hölscher                                           | Buchhändler, Koblenz                                                  |
| Städte                               | Krefeld | Peter Hunzinger                                          | Kaufmann, Krefeld                                                     |
| Städte                               | Solingen, Remscheid, Dorp, Gräfrath, Wald, Höhscheid mit Merscheid, Burscheid mit Leichlingen, Opladen mit Neukirchen, Hitdorf         | Ferdinand Jagenberg                                      | Kaufmann, Solingen                                                    |
| Städte                               | Lennep, Ronsdorf, Lüttringhausen, Radevormwald, Burg, Hückeswagen, Wermelskirchen                                                      | Julius Johanny                                           | Kaufmann, Hückeswagen                                                 |
| Städte                               | Jülich, Eschweiler, Heinsberg, Erkelenz, Geilenkirchen mit Hünshoven, Linnich                                                          | Joseph Jungbluth                                         | Bürgermeister und Gutsbesitzer, Jülich                                |
| Städte                               | Düsseldorf | Theodor Joseph Lacomblet                                 | Archivrat, Düsseldorf                                                 |
| Städte                               | Neuss, Grevenbroich, Wevelinghoven, Gladbach, Viersen, Dahlen, Odenkirche, Rheydt, Uerdingen, Kempen, Süchtelen, Dülken, Kaldenkirchen | Anton Christian Lambertz                                 | Kaufmann, Mönchengladbach, als Stellvertreter                         |
| Städte                               | Merzig, Prüm, Bitburg, Wittlich, Bernkastel, Saarburg, Neuerburg                                                                       | Johann Peter Limbourg                                    | Gutsbesitzer, Bitburg                                                 |
| Städte                               | Kleve, Wesel, Goch, Gelder, Rheinberg, Moers, Orsoy, Xanten                                                                            | Wilhelm Münster                                          | Hauptmann a. D., Wesel                                                |
| Städte                               | Ratingen, Kaiserswerth, Angermund mit Gerresheim, Mettmann, Langenberg mit Hardenberg, Wülfrath, Velbert, Kronenberg, Steele, Hilden   | Heinrich Neunerdt                                        | Apotheker, Mettmann                                                   |
| Städte                               | Bonn, Münstereifel, Euskirchen, Zülpich, Rheinberg                                                                                     | Johann Jacob Noeggerath                                  | Geheimer Bergrat, Bonn                                                |
| Städte                               | Trier | Carl Savoye                                              | Kaufmann und Stadtrat, Trier                                          |
| Städte                               | Regierungsbezirk Koblenz | Johann Martin Stoll                                      | Kataster-Kontrolleur, Altenkirchen                                    |
| Städte                               | Monschau, Eupen, Malmédy, St. Vith | Josef Stouse                                             | Kaufmann, Malmedy                                                     |
| Städte                               | Köln | Joseph Stupp                                             | Justizrat und Oberbürgermeister, Köln                                 |
| Städte                               | Saarlouis, Saarbrücken, St. Johann, Ottweiler, St, Wendel, Baumholder                                                                  | Johann Ludwig Wagner                                     | Kaufmann, Saarbrücken                                                 |
| Landgemeinden                        | Regierungsbezirk Aachen | Jacob Ahren                                              | Gutsbesitzer, Reichenstein                                            |
| Landgemeinden                        | Stromberg, Trarbach, Zell, Cochem, Mayen, Andernach, Ahrweiler, Sinzig, Remagen, Simmern                                               | Michael Bauer                                            | Cochem                                                                |
| Landgemeinden                        | Regierungsbezirk Aachen | Balthasar Beemelmanns                                    | Bürgermeister, Prümmern                                               |
| Landgemeinden                        | Regierungsbezirk Köln | Anselm Clostermann                                       | Gutsbesitzer, Warth                                                   |
| Landgemeinden                        | Regierungsbezirk Koblenz | Johann Gemünd                                            | Gutsbesitzer, Niederbreisig                                           |
| Landgemeinden                        | Regierungsbezirk Trier | Niclas Guittienne                                        | Bürgermeister, Niedaltdorf                                            |
| Landgemeinden                        | Regierungsbezirk Düsseldorf | Julius von Haeften                                       | Landrat, Cleve                                                        |
| Landgemeinden                        | Regierungsbezirk Aachen | Johann Engelbert Hahn                                    | Bürgermeister, Girbelsrath                                            |
| Landgemeinden                        | Regierungsbezirk Köln | Theodor Harzheim                                         | Bürgermeister und Gutsbesitzer, Geyer                                 |
| Landgemeinden                        | Regierungsbezirk Düsseldorf | Wilhelm von Ising                                        | Gutsbesitzer, Vogelsang                                               |
| Landgemeinden                        | Regierungsbezirk Aachen | Franz Kleinermann                                        | Bürgermeister aus Dürboslar                                           |
| Landgemeinden                        | Regierungsbezirk Trier | Appollinar Koch                                          | Bürgermeister aus Wiltingen, als Stellvertreter                       |
| Landgemeinden                        | Regierungsbezirk Koblenz | Georg Kiltz                                              | Gutsbesitzer, Waldböckelheim                                          |
| Landgemeinden                        | Regierungsbezirk Düsseldorf | Urban Leven                                              | Bürgermeister, Benrath                                                |
| Landgemeinden                        | Regierungsbezirk Köln | Wilhelm Olbertz                                          | Gutsbesitzer, Erp, als Stellvertreter                                 |
| Landgemeinden                        | Regierungsbezirk Düsseldorf | Matthias Remelé                                          | Gutsbesitzer aus Aldekerk (Haus Gastendonk), als Stellvertreter       |
| Landgemeinden                        | Regierungsbezirk Düsseldorf | Anton Schmitz                                            | Gutsbesitzer, Ilverich                                                |
| Landgemeinden                        | Regierungsbezirk Köln | Johann Leopold Schult                                    | Bürgermeister, Glessen                                                |
| Landgemeinden                        | Regierungsbezirk Düsseldorf | Gerhard Seulen                                           | Major a. D., Bürgermeister von Vorst                                  |
| Landgemeinden                        | Regierungsbezirk Koblenz | Christoph Trutschler                                     | Gutsbesitzer, Kirchberg                                               |
| Landgemeinden                        | Regierungsbezirk Koblenz | Joseph Wirtz                                             | Gutsbesitzer und Rentmeister, Bassenheim                              |
| Landgemeinden                        | Regierungsbezirk Koblenz | Dr. Ferdinand Wurzer                                     | Bürgermeister von Niederhammerstein                                   |